# Britt Allcroft
Britt Allcroft (* 14. Dezember 1943 in Worthing, West Sussex, England als Hilary Mary Allcroft; † 25. Dezember 2024 in Los Angeles) war eine britische Filmproduzentin, Regisseurin, Drehbuchautorin und Schauspielerin.
Bekannt wurde sie als Autorin und Produzentin der Fernseh-Kinderserien Thomas, die kleine Lokomotive und Mamfies Abenteuer.

## Karriere
Allcroft wurde 1943 in Worthing, England mit dem Namen Hilary Mary Allcroft geboren. Im Alter von 16 Jahren änderte sie mit Beginn ihrer Filmkarriere ihren Namen in Britt Allcroft. Sie arbeitete an einigen Fernsehprogrammen vom BBC und ITV und auch an einigen Theaterproduktionen des London Palladiums und Drury Lane Theatres.
1979 arbeitete Allcroft an einer Dokumentation über Dampflokomotiven. Anstoß zu dem Film gab das Buch A Guide to the Steam Railways of Britain von Wilbert Vere Awdry, den Allcroft für die Dokumentation interviewen wollte. Awdry war bekannt für seine Kinderbuchreihe The Railway Series, die von den animierten Lokomotiven der fiktiven Insel Sodor handelt. Vor dem Treffen mit Awdry las Allcroft einige dieser Bücher und fand sie für eine TV-Serie geeignet.
Awdry zögerte zunächst, da vorherige Versuche einer Fernsehadaption seiner Bücher keinen Erfolg hatten, aber Allcroft konnte sich durchsetzen, sicherte in den nächsten drei Jahren die Finanzierung und stellte ein Team zusammen. Die erste Staffel von Thomas, die kleine Lokomotive & seine Freunde (Thomas The Tank Engine & Friends) erschien 1984 und war ein voller Erfolg.
Allcroft gründete mit ihrem damaligen Ehemann Angus Wright die Britt Allcroft Company, um Merchandising und die Rechte an der TV-Serie zu sichern. Nachdem Clearwater Features, die Produktionsfirma der ersten beiden Staffeln, 1990 schloss, übernahm die Britt Allcroft Company die Produktion der dritten Staffel.
1988 erschuf Allcroft mit Rick Siggelkow Shining Time Station, einen Ableger, um Thomas in den Vereinigten Staaten bekanntzumachen.
1994 produzierte Allcroft mit ihrer Firma Mamfies Abenteuer, eine Neuauflage von Here Comes Mumfie.
Thomas, die kleine Lokomotive wich immer mehr von den Buchvorlagen ab und nach Awdrys Tod im Jahre 1997 schrieb Allcroft gemeinsam mit David Mitton ausschließlich eigene Geschichten und führte eigene Charaktere ein. Allcroft plante einen Kinofilm über Thomas, die kleine Lokomotive, auf den die fünfte Staffel vorbereiten sollte.
Thomas, die fantastische Lokomotive wurde von Britt Allcroft geschrieben, sie führte Regie und sprach die Figur Lady in der englischen Version. Der Film stellte sich jedoch als Misserfolg heraus.
Nach dem Kinofilm trat Allcroft von ihrer Stelle als Vorsitzende ihrer Firma zurück und diese wurde umbenannt in Gullane Entertainment. An der sechsten Staffel war Allcroft noch als ausführende Produzentin beteiligt. Während der Produktion der siebten Staffel verkaufte sie die Rechte der Serie vollständig an HiT Entertainment und war nicht länger an der Produktion der Serie beteiligt.
2023 veröffentlichte Brannon Carty mit An Unlikely Fandom eine Dokumentation über die Fangemeinde von Thomas, die kleine Lokomotive. Britt Allcroft wurde für diese interviewt und erschien zu einer der Vorstellungen.
Allcroft lebte in Santa Monica, Kalifornien, USA und war Mitglied des Beirats des Southern California Public Radio und des Audrey Hepburn Children's Fund. Am Morgen des 3. Januar 2025 verkündete Carty auf X, dass Britt Allcroft verstorben war.

## Filmografie
- 1984–2003: Thomas, die kleine Lokomotive & seine Freunde (Autorin, Produzentin)
- 1994–1998: Mamfies Abenteuer (Produzentin, Regisseurin)
- 2000: Thomas, die fantastische Lokomotive (Autorin, Produzentin, Regisseurin, Sprecherin)
- 2015–2017: Geschichten aus Whisker Haven (Produzentin)

## Auszeichnungen und Nominierungen
- 1985: Bester animierter Kurzfilm, Nominierung für Thomas, die kleine Lokomotive & seine Freunde, mit David Mitton und Robert D. Cardona
- 1993: Gemini Award; Best Children's or Youth Fiction Program or Series für Shining Time Station, mit Rick Siggelkow und Nancy Chapelle
- 2015: The WIFTS Television Pioneer Award für „Thomas the Tank Engine & Friends“ (1984)